# Tommi Martikainen
Tommi Martikainen (* 13. Januar 1982 in Vaasa) ist ein ehemaliger finnischer Radrennfahrer, der im Straßenradsport aktiv war.

## Sportliche Laufbahn
Tommi Martikainen wurde 2005 finnischer Meister im Zeitfahren und belegte den dritten Platz beim Rosendahl Grand Prix. 2005 wurde er finnischer Meister im Einzelzeitfahren; er startete in dieser Disziplin bei den Straßenweltmeisterschaften und belegte den 48. und letzten Platz im Einzelzeitfahren. 2006 bis 2009 fuhr er für das estnische Continental Team Kalev Chocolate. 2008 gewann er eine Etappe der Marokko-Rundfahrt. 2011 und 2012 wurde er jeweils Dritter der finnischen Zeitfahrmeisterschaft. 2016 wurde er nationaler Vize-Meister im Straßenrennen und erneut Dritter im Zeitfahren. Beim Scandinavian Race Uppsala absolvierte er 2016 sein letztes internationales Rennen, in den Ergebnislisten der UCI wird er letztmalig 2021 geführt.

## Erfolge
2005
- Finnischer Meister – Einzelzeitfahren

2008
- eine Etappe Tour du Maroc